# Helena Stachowicz
Helena Zofia Stachowicz po mężu Renc (ur. 4 stycznia 1923 w Krakowie, zm. 30 marca 1994 w Krakowie) – polska lekkoatletka, która specjalizowała się w rzucie oszczepem oraz rzucie dyskiem.

## Kariera
W 1946 roku startowała w mistrzostwach Europy w Oslo zajmując siódme miejsce w rzucie dyskiem oraz ósme w rzucie oszczepem. Siedmiokrotna reprezentantka Polski w meczach międzypaństwowych w latach 1946-1950 (jedno zwycięstwo indywidualne).
Jedenastokrotna medalistka mistrzostw Polski seniorów.

## Osiągnięcia
| Rok  | Impreza            | Miejsce | Konkurencja    | Lokata     | Wynik |
| ---- | ------------------ | ------- | -------------- | ---------- | ----- |
| 1946 | Mistrzostwa Europy | Oslo    | rzut oszczepem | 8. miejsce | 35,52 |
| 1946 | Mistrzostwa Europy | Oslo    | rzut dyskiem   | 7. miejsce | 31,81 |